# 머르기트 다리

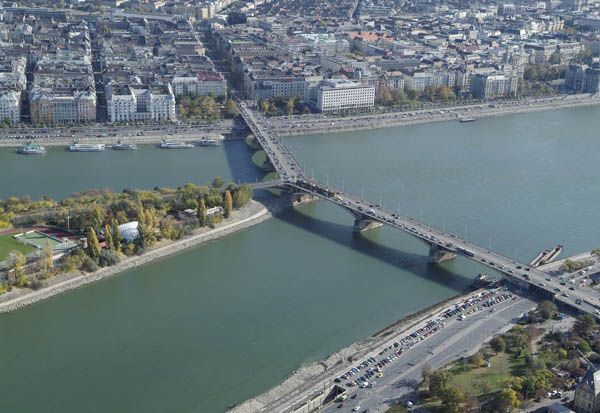
머르기트 다리

머르기트 다리(헝가리어: Margit híd)는 헝가리 부다페스트에 위치한 부더와 페슈트 지역을 잇는 다뉴브강의 다리이다.